# Ola Bola
Ola Bola è un film malese del 2016 diretto da Chiu Keng Guan.
Il film è ispirato alle glorie della nazionale malese di calcio, che ottenne una storica qualificazione all'Olimpiade di Mosca del 1980.

## Trama
Marianne, giovane produttrice televisiva, riceve l'incarico di realizzare un programma per celebrare la nazionale di calcio malese degli anni '80. Poco entusiasta della cosa, la giovane inizia ad informarsi sulla squadra di calcio ed attraverso un lungo flashback facciamo conoscenza della storia non solo della nazionale malese ma anche dei calciatori che contribuirono a renderla grande.

## Produzione

### Colonna sonora
La colonna sonora del film, Arena Cahaya è scritta ed interpretata da Zee Avi. La canzone è co-prodotta da Zee e Rendra Zawawi. La canzone ha vinto il premio nella categoria "Best Original Theme Song" al Taipei Golden Horse Film Festival nel 2016 Questa canzone ha vinto anche il premio per la miglior canzone originale al 28° Malaysia Film Festival del 3 settembre 2016.

## Riconoscimenti
| Premio                            | Anno | Categoria                           | Candidatura                                   | Risultato       |
| --------------------------------- | ---- | ----------------------------------- | --------------------------------------------- | --------------- |
| Taipei Golden Horse Film Festival | 2016 | Best Original Theme Song            | Zee Avi/Rendra Zawawi                         | Vincitore/trice |
| Malaysia Film Festival            | 2016 | Best Film                           |                                               | Candidato/a     |
| Malaysia Film Festival            | 2016 | Miglior regia                       | Chiu Keng Guan                                | Candidato/a     |
| Malaysia Film Festival            | 2016 | Miglior attore non protagonista     | Sri Balasubramaniam                           | Candidato/a     |
| Malaysia Film Festival            | 2016 | Miglior storia originale            | Chiu Keng Guan/Chan Yoke Yeng/Tan Pik Yee     | Candidato/a     |
| Malaysia Film Festival            | 2016 | Miglior sceneggiatura               | Chan Yoke Yeng/Tan Pik Yee                    | Candidato/a     |
| Malaysia Film Festival            | 2016 | Miglior design dei costumi          | Elaine Ng/Weng Shum                           | Vincitore/trice |
| Malaysia Film Festival            | 2016 | Miglior montaggio                   | Gywneth Lee                                   | Candidato/a     |
| Malaysia Film Festival            | 2016 | Best Art Design                     | Soon Yong Chow                                | Candidato/a     |
| Malaysia Film Festival            | 2016 | Miglior colonna sonora              | San Weng Onn (Onn San)/San Wai Lik (Alex San) | Vincitore/trice |
| Malaysia Film Festival            | 2016 | Best Original Theme Song            | Zee Avi/Rendra Zawawi                         | Vincitore/trice |
| Malaysia Film Festival            | 2016 | Miglior attore esordiente           | Saran Kumar                                   | Candidato/a     |
| Malaysia Film Festival            | 2016 | Miglior attrice esordiente          | Marianne Tan                                  | Candidato/a     |
| Malaysia Film Festival            | 2016 | Best Child Actor                    | Shivatharan Nambiar                           | Candidato/a     |
| Malaysia Film Festival            | 2016 | Best Visual Effects                 | Bak Chee Hong                                 | Candidato/a     |
| Malaysia Film Festival            | 2016 | Special Jury Award - National Unity |                                               | Vincitore/trice |

## Controversie

### Discrepanze nella trama
Alcuni membri del pubblico, inclusi due giocatori chiave della squadra malese che si è qualificata per le Olimpiadi,  hanno espresso preoccupazioni per la potenziale confusione che potrebbe derivare dalla distorsione di alcuni fatti descritti nel film. Questo include l'attuale scoreline e il giocatore che segna il gol della vittoria contro la Corea del Sud.
Il team di produzione ha da allora chiarito che la trama è "ispirata ad una storia vera" come accennato nella scena di apertura del film e non è destinata ad essere un racconto storico.